# アセンション島空軍基地
アセンション島空軍基地（アセンションとうくうぐんきち、英語: RAF Ascension Island）は、南大西洋のアセンション島にあるイギリス海外領土のセントヘレナ・アセンションおよびトリスタンダクーニャに位置するイギリス空軍とアメリカ宇宙軍の基地である。ワイドアウェーク飛行場（英語: Wideawake Airfield）またはアセンション島補助飛行場（英語: Ascension Island Auxiliary Field）とも呼ばれる。
アメリカ宇宙軍との共同基地となっており、アメリカ合衆国のフロリダ州にあるケープカナベラル宇宙軍施設から打ち上げられるロケットの地上追跡ステーション運用部隊が所在している。

## 滑走路の再整備に伴う運航停止
スペースシャトルの代替着陸基地として3000m級の滑走路が整備されている。
2017年、アセンション島空軍基地の滑走路は全面の舗装張り替えが必要な状態であることがイギリス議会での答弁で明らかになり、協定に基づきアメリカ側が施工を受け持ち、2022年完成予定で作業を進めることが2020年6月にアメリカ国防総省から発表され、その間、民間航空機の受け入れは停止された。
滑走路は2022年8月に東側が完成し、西側は2023年3月に完成して通常運用が可能となった。

## 所在部隊
アセンション島空軍基地には以下の部隊が所在している。
イギリス軍
- 南大西洋諸島イギリス軍
  - イギリス空軍アセンション島部隊

アメリカ宇宙軍
- 宇宙作戦軍団（英語版）隷下
  - 第45スペース・ローンチ・デルタ（英語版）
    - 第45任務支援群
      - 第2分遣隊

## 就航航空会社と就航都市

### 国内線
| 航空会社              | 就航地                                           |
| --------------------- | ------------------------------------------------ |
| タイタン エアウェイズ | チャーター:セントヘレナ、ロンドン/スタンステッド |
| エアリンク            | チャーター:セントヘレナ                          |

### 国際線
| 航空会社   | 就航地                                 |
| ---------- | -------------------------------------- |
| エアリンク | チャーター:ヨハネスブルグ/O・R・タンボ |